# Regine Röder-Ensikat
Regine Röder-Ensikat (* 19. April 1942 in Aschersleben; † 2. Januar 2019) war eine deutsche Grafikerin, Kinderbuchillustratorin und Schriftstellerin.

## Leben und Werk
Regine Röder war die jüngste von vier Töchtern des in Aschersleben bekannten Studienrates Karl Röder. In Aschersleben besuchte sie die Erweiterte Oberschule und machte eine Berufsausbildung als Kosmetikerin mit Abitur. Danach studierte sie Werbeökonomie an der Fachschule für Angewandte Kunst in Berlin-Schöneweide. An der Schule lernte sie Klaus Ensikat kennen, den sie nach dem Ende des Studiums heiratete. Nach dem Abschluss als Werbedesignerin arbeitete Regine Röder-Ensikat in Berlin als Mitglied des Verbands Bildender Künstler der DDR freiberuflich als Werbetexterin, Ausstellungsgestalterin und ab 1968 als Buch-Illustratorin für den Kinderbuchverlag Berlin und die Kinderzeitschriften FRÖSI und Bummi. 1981 hatte sie ihre erste Ausstellung, der eine Anzahl weiterer, u. a. in Berlin, Leipzig und Hamburg, folgten.
Nach dem Ende der DDR blieben die Illustrations-Aufträge aus, und Regine Röder-Ensikat meldete sich arbeitslos. Über eine Arbeitsbeschaffungsmaßnahme wurde sie 1993 Mitbegründerin des Berliner Zentrums für Kinder- und Jugendliteratur LesArt. Seit 1993 leitete sie das Kinder- und Jugendkabarett „Distelchen“. Sie war Vorstandsvorsitzende des Vereins „Kindheit und Jugend“ im Märkischen Museum und ab 2005 Vorstandsmitglied des gemeinnützigen Berliner Kunst- und Kulturvereins Kulturring.
Regine Röder-Ensikat begann Kriminalgeschichten zu schreiben, die u. a. in mehreren Anthologien erschienen, und war ab 2000 Mitglied des Vereins Mörderische Schwestern.

## Buchillustrationen (Auswahl)
- Ferdinand von Saar: Leutnant Burda. Aufbau-Verlag, Berlin, 1976 (BB-Reihe)
- Ellen Niit: Die Geschichte vom Maler. Der Kinderbuchverlag Berlin, 1980 (Serie ABC, ich kann lesen)
- Rosel Klein: Die dicke Tilla. Der Kinderbuchverlag Berlin, 1981
- Ioan Slavici: Die Glücksmühle- Verlag Neues Leben, Berlin, 1982 (Kompass-Bücherei)
- Bjørnstjerne Bjørnson: Das Fischermädchen. Verlag Neues Leben, Berlin, 1984 (Kompass-Bücherei)
- Axel Schulz: Der Wunderzirkus Ballhornverse, Räuberballaden, Saltogedichte & andere Kunststücke. Der Kinderbuchverlag Berlin, 1985
- E.T.A. Hoffmann: Das Fräulein von Scuderi. Verlag Neues Leben, Berlin, 1988 (Kompass-Bücherei)
- Peter Ensikat: Meine Katze heißt Herr Schmidt. Der Kinderbuchverlag Berlin, 1988
- Benno Pludra: Das Fräulein Weissmann saß im Garten. Edition Holz, Berlin, 1989

## Krimis (Auswahl)
- Leichen unter Kaviar. KSB-Media, Gerlingen, 2014. ISBN 978-3-941564-93-0.